# 博徒百人 任侠道
『博徒百人 任侠道』（ばくとひゃくにん にんきょうどう）は、1969年9月13日に公開された日本の映画である。監督は野村孝。主演は高橋英樹。日活制作。

## 概要
博徒百人シリーズ第二弾。
昭和初期の四国が舞台。石切場で働いている若い代貸があくどい親分の策略にかかり、親分を斬りつけた代貸は所払いの旅に出るが、親分が悪い親分にまんまと殺された。
そして、追い打ちをかけるように石切場を牛耳ろうと企むが、代貸しが帰ってきて丸く収まり、事なきことを得るが…。

## キャスト
- 梶岡清太郎：高橋英樹
- 小新：南田洋子
- お蝶：梶芽衣子
- 桐谷：葉山良二
- 小池：藤竜也
- 都築：中丸忠雄
- 笹井：安部徹
- 健 ： 杉江廣太郎
- 尾山 ： 戸上城太郎
- たか： 東恵美子
- 喧嘩松 ： 木浦佑三
- 三木本 ： 河野弘
- 安西 ： 木島一郎
- 亀吉 ： 宮原徳平
- 志村 ： 久遠利三
- 半太 ： 木下雅弘
- 新内 ： 紀原土耕
- 河童政 ： 晴海勇三
- 石津組組員 ： 中平哲仟、岩手征四郎
- 三木本組組員 ： 田畑善彦
- 石津組組員 ： 高橋明
- 今庄駅駅員： 澄川透
- 石津組組員 ： 桂小かん、伊豆見英輔
- 三木本組組員 小林亘、榊功
- ： 高本一夫
- ： 竹田光
- 置屋の女中：高山千草
- 所作指導：笛田直一
- 技斗： 高瀬将敏
- 雨宮： 嵐寛寿郎
- 石津： 水島道太郎
- 槇山 ：宍戸錠

## スタッフ
- 監督 ： 野村孝
- 脚本： 山崎巌
- 企画 ： 森山幸晴、森尾守人
- 音楽： 松浦三郎

## 同時上映
『やくざ番外地』
- 脚本：永原秀一、浅井達也 / 監督：西村昭五郎 / 主演：丹波哲郎
- 『やくざ番外地』シリーズの第1弾。